# Otfried Mickler
Otfried Mickler (ur. 20 września 1940 w Bielsku) – niemiecki socjolog.
Pochodzi z Bielska (dziś Bielsko-Biała) na Śląsku Cieszyńskim, skąd w dzieciństwie został wraz z rodziną wysiedlony do Dolnej Saksonii. Po ukończeniu szkoły średniej w Bad Gandersheim w 1960 studiował inżynierię mechaniczną na Politechnice w Brunszwiku, a następnie socjologię na Uniwersytecie w Getyndze, gdzie w 1975 się doktoryzował (temat Technik, Arbeitsorganisation und Arbeit in der automatisierten Produktion).
Od 1975 Mickler był dyrektorem badawczym w Soziologisches Forschungsinstitut Göttingen (SOFI). W roku 1981 habilitował się pracą z dziedziny socjologii pracy pt. Facharbeit im Wandel. W 1983 został profesorem socjologii pracy i badań społecznych na Uniwersytecie w Hanowerze (od 2005 emerytowany). W 1988 gościnnie wykładał w londyńskim Imperial College, a w 1992 w Massachusetts Institute of Technology.